# 浜口吉右衛門

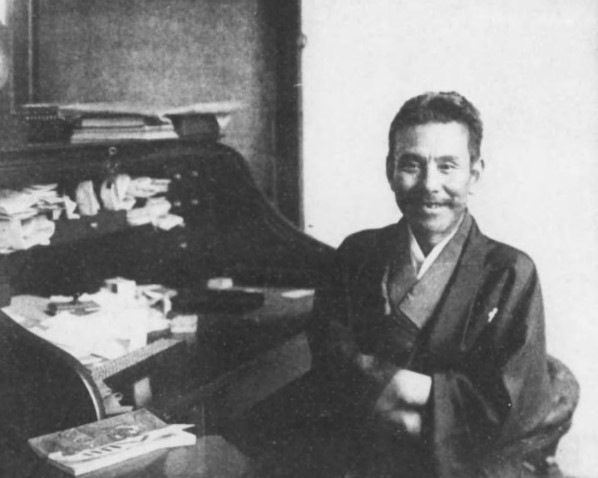
浜口吉右衛門

九代目 浜口 吉右衛門（旧字：濱口 吉右衛門、はまぐち きちえもん、文久2年5月16日〈1862年6月13日〉 - 大正2年〈1913年〉12月11日）は、明治期の実業家、政治家。衆議院議員、貴族院多額納税者議員。号は容所（ようしょ）。ラストエンペラー愛新覚羅溥儀の弟愛新覚羅溥傑と結婚した愛新覚羅浩の母方の祖父にあたる。実弟・浜口吉兵衛（1868-1940）は銚子醤油（のちのヒゲタ醤油）初代社長である。なお、「浜口吉右衛門」は、ヤマサ醤油創業者の浜口儀兵衛の、兄の一族の当主が代々継承する名である。本籍は東京都。富士紡績社長、豊国銀行相談役、朝鮮銀行幹事、九州水力電気社長、猪苗代水力電気取締役、東洋拓殖設立委員、広軌鉄道委員会委員、済生会評議員。

## 経歴

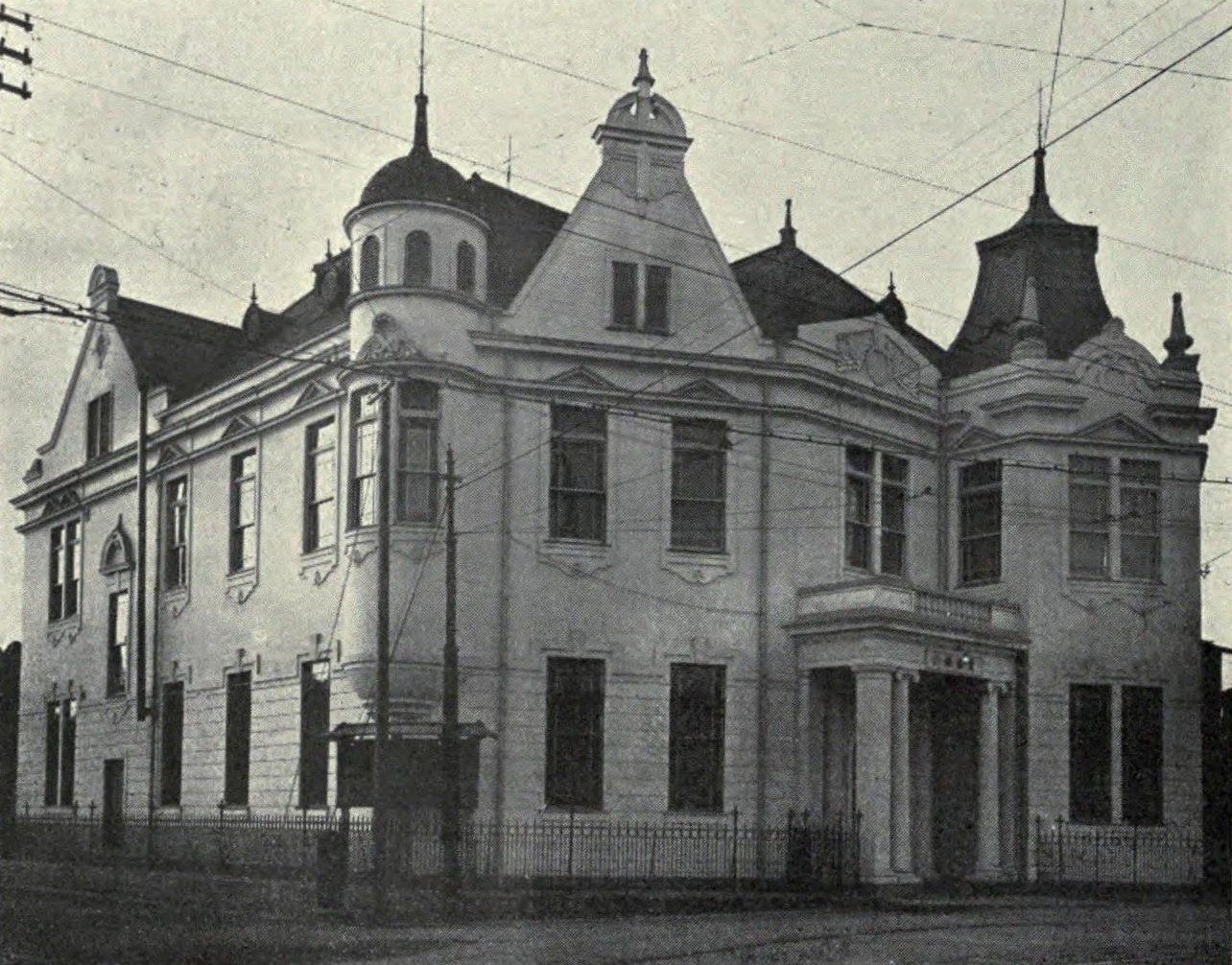
豊国銀行

紀伊国有田郡出身。浜口熊岳の次男として生まれた（長男は夭折）。９才で江戸に出て、漢学塾にて学び、その後慶應義塾で洋学を修め、9代目浜口吉右衛門として日本橋小網町の老舗醤油問屋「廣屋」を引き継いだ。1896年（明治29年）、東京府第4区から第4回衆議院議員総選挙補欠選挙に出馬し当選。憲政本党に所属。第5回総選挙で再選され、第6回総選挙は和歌山県第1区から出馬して当選。3期連続で衆議院議員を務めたが、1900年11月15日に辞職した。1907年（明治40年）12月2日、貴族院多額納税者議員に選出され、死去するまで在任。他に、豊国銀行頭取、富士瓦斯紡績社長、九州水力電気社長、猪苗代水力電気取締役、東洋拓殖設立委員などを務めた。

## 浜口吉右衛門家
浜口家は代々醤油醸造をした家系で、銚子の醤油醸造業の多くは、紀州湯浅醤油の流れを汲むもので、関東好みの濃口醤油の基盤が築かれた。浜口吉右衛門家（東浜口家）も、正保2年（1645年）創業というヤマサ醤油（西浜口家）も出自は和歌山県有田郡である。江戸に出張店を設け、そこに出荷が集中する時期もあったが、販売の拡大する19世紀初頭は、出荷先に江戸の有力醤油問屋が名前を連ねている。なかでももっとも大口の出荷先が日本橋小網町の廣屋・浜口吉右衛門家であった。その後、吉右衛門家の末裔がヒゲタ醤油の経営に参画し、現在に至る。
初代浜口吉右衛門は紀州出身の浜口安太夫忠豊で、醤油醸造が盛んだった下総国飯沼村（現・千葉県銚子市）に醤油蔵を設け、浜口吉右衛門に改名したのが始まりである。同村では元和２年（1616年）に摂津国の酒造家の指導で田中玄蕃が醤油の醸造を始め、正保２年（1645年）に紀州から忠豊の次男知直（初代浜口儀兵衛、ヤマサ醤油創業者）らが移り住んで醤油の醸造を開始しており、そこに忠豊も加わり、銚子の醤油産業を発展させた。
2代目浜口吉右衛門は忠豊の嫡子の忠泰で、知直（浜口儀兵衛）の兄である。以降、兄の浜口吉右衛門家は東浜口家、弟の浜口儀兵衛家は西浜口家と通称される。吉右衛門家は江戸に進出して醤油販売を手掛け、儀兵衛家が大正3年（1914年）に販売部門を設けるまで、儀兵衛家製造の醤油販売を担当した。3代目浜口吉右衛門(正勝)は1716年江戸小網町に醤油問屋「廣屋」を開店し、江戸と銚子を行き来する船積問屋としても発展した。6代目(矩美)は1814年ごろに紀州の実家に本座敷を建増し（国の重要文化財「濱口家住宅」の一部）、宮原村の滝川喜太夫吉寛の三男で東浜口家に婿入りした7代目(東江)は、西浜口家らと共同で郷土の子弟を育てる私立耐久社（現・和歌山県立耐久高等学校）を創立するなど故郷の発展に貢献した。 
9代目（容所）の長男・乾太郞（1883年生）が10代目吉右衛門を継ぎ、醤油製造販売のほか、帝国鉱泉株式会社社長などを務めた。9代目の長女・尚子（1896年生）は嵯峨実勝に嫁ぎ、その娘嵯峨浩は愛新覚羅溥傑に嫁いだ。10代目の長男・久常（1907年生、慶応大経済卒）が11代目となり、その妻（野津鎮之助の娘）との長男・勝久（1936年生、上智大経済、ザビエル大大学院、ニューヨーク大大学院卒）が12代目吉右衛門を継ぎ、味の素会長鈴木恭二の娘と結婚した。勝久の弟・濱口敏行はヒゲタ醤油の現・社長である。

## 9代目吉右衛門の兄弟
- 兄（熊岳の長男） - 早世

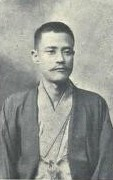
浜口吉兵衛

- 長弟（同三男）・浜口吉兵衛（1868-1940） - 前名・茂之助。銚子醤油（のちのヒゲタ醤油）初代社長などを務め、衆議院議員として銚子港開発に尽力した。その長女の婿として10代目吉右衛門の弟・麟藏（1892年生、早大商科卒）が養子となって2代目浜口吉兵衛を継いだ[12]。初代吉兵衛が興した銚子醤油は11代目吉右衛門が1951年に社長となり、ヒゲタ醤油として吉右衛門家の家業となった[8]。
- 次弟（同四男）・深井栄之助 - 銚子醤油の前身のひとつ「カギダイ」印醤油の当主・深井吉兵衛の婿養子となる。長男が深井吉兵衛を襲名し、銚子醬油専務、千葉県多額納税者となる。[13][14]
- 三弟（同五男）・遠山市郎兵衛 (1875年生) - 前名・解助。遠山家の養子となる。東京帝国大学法科大学政治科を卒業し酒醬油商「徳島屋」を営む。[15]
- 四弟（同六男）・浜口録之助 (1879年生) - 開成中学校卒業後、ニューヨーク大学、コロンビア大学、ケンブリッジ大学で学び、三井物産上海支店、豊国銀行を経て、東京菓子製造会社を設立し社長に就任、福神食品、銚子醤油、日本麦酒鉱泉、多摩川園、大分セメントなどの役員も務めた。[16]
- 末弟（同七男）・木村平右衛門 - 前名・富七。九州水力電気社長など多くの企業で重役を務め、衆議院議員に1期在任した[17]。

## 関連文献
- 「浜口家の家憲（浜口吉右衛門）」岩崎徂堂編『日本現代富豪名門の家憲』（博学館編輯局、1908年）所収
- 衆議院・参議院編『議会制度百年史 - 貴族院・参議院議員名鑑』1990年。
- 衆議院・参議院編『議会制度七十年史 - 衆議院議員名鑑』大蔵省印刷局、1962年。
- 上田正昭他『日本人名大辞典』講談社、2001年。
- 『議会制度七十年史（第1）』「濱口吉右衛門」。1960年、大蔵省印刷局。